# Die schwarzen Jakobiner

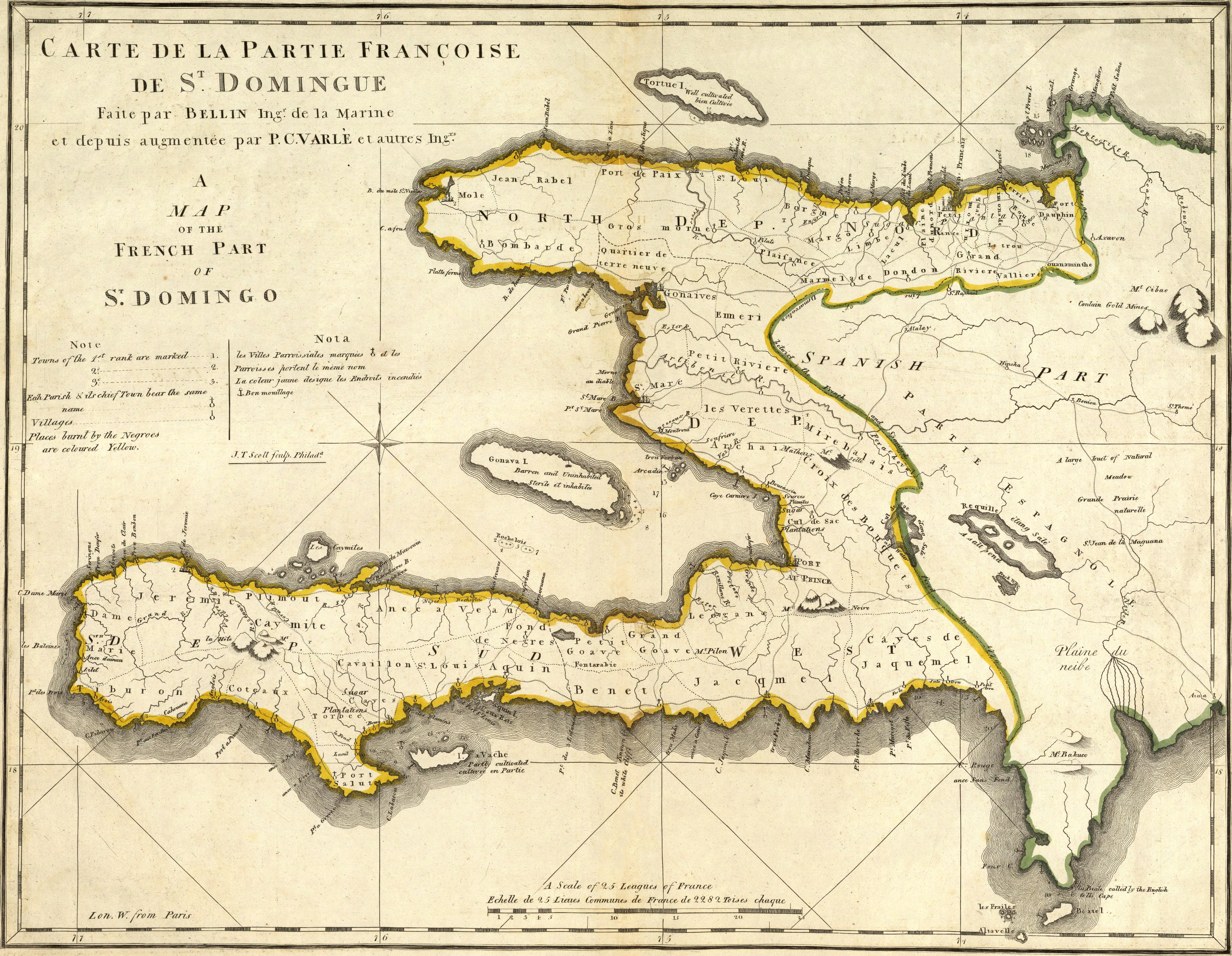
Karte von Saint Domingue aus dem Jahr 1789 (seit 1804 Haiti)

Die schwarzen Jakobiner: Toussaint L'Ouverture und die Haitianische Revolution ist ein 1938 unter dem englischsprachigen Originaltitel The Black Jacobins: Toussaint L'Ouverture  and the San Domingo Revolution erschienenes Buch des trinidadischen Historikers C. L. R. James zur Geschichte der haitianischen Revolution von 1791 bis 1804. Für die Recherchen zu diesem Werk ging er nach Paris, wo er den haitianischen Militärhistoriker Alfred Auguste Nemours traf. James' Text stellt die Revolution in den Kontext der Französischen Revolution und konzentriert sich auf die Führungsrolle von Toussaint L'Ouverture, der als Sklave geboren wurde, aber durch sein Eintreten für die Ideale der Französischen Revolution – Freiheit und Gleichheit – zu einer bedeutenden Persönlichkeit wurde. Diese Ideale, die viele französische Revolutionäre in Bezug auf die schwarzen Menschen in ihren Kolonialgebieten nicht konsequent verfolgten, wurden laut James von den verfolgten Schwarzen auf Haiti mit größerer Reinheit angenommen; "solche Ideale bedeuteten ihnen weit mehr als jedem Franzosen".
James untersucht die brutalen Bedingungen der Sklaverei sowie die soziale und politische Stellung der Sklavenhalter, der armen oder "kleinen" Weißen und der "freien" Schwarzen und Mulatten im Vorfeld der Revolution. Das Buch erforscht die Dynamik der karibischen Wirtschaft und des europäischen Feudalsystems in der Zeit vor der haitianischen Revolution und stellt beide Revolutionen in eine vergleichende historische und wirtschaftliche Perspektive. Toussaint L’Ouverture wird zu einer zentralen und symbolischen Figur in James' Erzählung der haitianischen Revolution. Seine vollkommene Verkörperung der revolutionären Ideale jener Zeit war, so James, selbst für die revolutionären Franzosen unverständlich, die die Dringlichkeit dieser Ideale in den Köpfen und im Geist eines aus der Sklaverei aufsteigenden Volkes nicht zu begreifen schienen. L'Ouverture hatte trotzig erklärt, er wolle "aufhören zu leben, bevor die Dankbarkeit in meinem Herzen stirbt, bevor ich aufhöre, Frankreich und meiner Pflicht treu zu sein, bevor der Gott der Freiheit von den Libertiziden [Zerstörern der Freiheit] entweiht und besudelt wird, bevor sie mir das Schwert, die Waffen entreißen können, die Frankreich mir zur Verteidigung seiner Rechte und der der Menschheit, zum Triumph der Freiheit und der Gleichheit anvertraut hat." Die französische Bourgeoisie, so James, konnte diese Motivation nicht verstehen und hielt sie für Rhetorik oder Bombast. "Flüsse von Blut sollten fließen, bevor sie es verstanden", schreibt James.
James schrieb in Die schwarzen Jakobiner, dass die "Grausamkeiten von Eigentum und Privilegien immer grausamer sind als die Rache von Armut und Unterdrückung. Denn das eine zielt darauf ab, verübelte Ungerechtigkeit aufrechtzuerhalten, das andere ist nur eine momentane Leidenschaft, die bald besänftigt wird".

## Historischer und sozialer Kontext
Das Buch wurde erstmals 1938 in London von Secker & Warburg veröffentlicht, die kurz zuvor James' Minty Alley (1936) und World Revolution (1937) herausgegeben hatten. Der bevorstehende Weltkrieg wurde von James, der seit 1932 in England lebte, erkannt und im Text angedeutet; in seinem Vorwort stellt er das Schreiben der Geschichte in den Kontext des "Dröhnens von Francos schwerer Artillerie, des Rasselns von Joseph Stalins Erschießungskommandos und der heftigen, schrillen revolutionären Bewegung, die nach Klarheit und Einfluss strebt". In einer späteren Passage schreibt James über die Sklaven in den frühen Tagen der französischen revolutionären Gewalt, die "Sklaven sahen nur zu, wie ihre Herren sich gegenseitig zerstörten, so wie die Afrikaner ihnen 1914-1918 zusahen, und sie werden ihnen bald wieder zusehen." Über seinen Text sagt James, dass er "ein anderes, aber nicht unbedingt ein besseres Buch geworden wäre, wenn es unter anderen Umständen geschrieben worden wäre." Bei seinen Recherchen für das Buch lernte er Alfred Auguste Nemours in Paris kennen. Nemours, ein haitianischer Diplomat, hatte die Histoire militaire de la guerre d'independance de Saint-Domingue 1925 geschrieben, als Haiti unter amerikanischer Besatzung stand.
Das Schreiben von Geschichte wird immer schwieriger. Die Macht Gottes oder die Schwäche des Menschen, das Christentum oder das göttliche Recht der Könige, falsch zu regieren, können leicht für den Untergang von Staaten und die Entstehung neuer Gesellschaften verantwortlich gemacht werden. Solche elementaren Vorstellungen eignen sich gut für eine erzählerische Behandlung, und von Tacitus bis Macaulay, von Thucydides bis Green waren die traditionell berühmten Historiker mehr Künstler als Wissenschaftler: Sie schrieben so gut, weil sie so wenig sahen. Heutzutage neigen wir durch eine natürliche Reaktion zu einer Personifizierung der sozialen Kräfte, wobei große Männer nur oder fast nur Instrumente in den Händen des wirtschaftlichen Schicksals sind. Wie so oft liegt die Wahrheit nicht dazwischen. Große Männer machen Geschichte, aber nur die Geschichte, die ihnen möglich ist, zu machen. Ihre Freiheit, etwas zu erreichen, wird durch die Notwendigkeiten ihrer Umgebung begrenzt. Die Grenzen dieser Notwendigkeiten und die vollständige oder teilweise Verwirklichung aller Möglichkeiten darzustellen, das ist die wahre Aufgabe des Historikers.
James' Überlegungen zum Kontext seiner Schriften spiegeln seine Bedenken hinsichtlich des Kontextes der Ereignisse wider, wie sie traditionell erzählt werden. Einigen Kommentatoren zufolge stellt das Buch eine Herausforderung an die konventionelle "Geographie" der Geschichte dar, die die nationalen Geschichten der Staaten gewöhnlich als eigenständige Phänomene identifiziert, wobei insbesondere die "westliche Zivilisation" von ihren eigentlichen Bestandteilen abgegrenzt wird. In Die schwarzen Jakobiner, so Edward Said, "kreuzen sich die Ereignisse in Frankreich und in Haiti und antworten einander wie Stimmen in einer Fuge". "Die Schwarzen trugen ihren Teil zur Zerstörung des europäischen Feudalismus bei", so James, und als die Arbeiter und Bauern Frankreichs in ihrem Widerstand gegen die lokale Tyrannei erstarkten, wurden sie auch zu leidenschaftlichen Abolitionisten, obwohl sie geografisch weit entfernt von den französischen Sklavenunternehmen in der westlichen Hemisphäre waren.
Die Schwarzen Jakobiner wurde als Beweis dafür bezeichnet, dass "die Französische Revolution keine auf Europa beschränkte aufständische Erfahrung war". Angesichts seiner Herkunft als Sklave in einem kolonisierten Land und der unverkennbaren Strömung der französischen Revolutionsideologie, die er in sich aufnahm und vertrat, wird Toussaint L'Ouverture nach einer Lesart von James nicht nur zum außergewöhnlichen Anführer einer Inselrevolte, sondern zum "Gipfelpunkt der revolutionären Doktrinen, die der Französischen Revolution zugrunde lagen."

## Inhalt

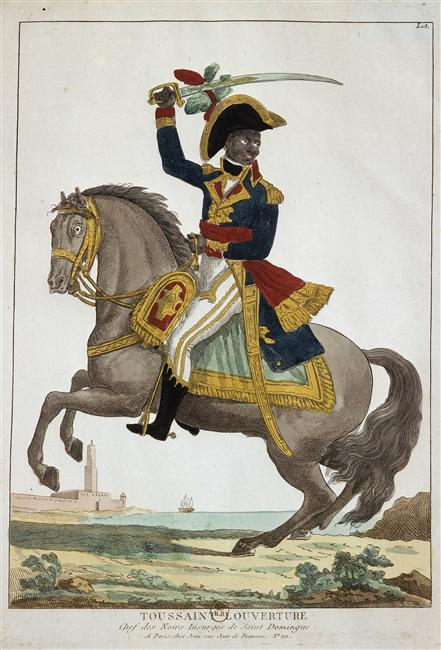
Toussaint L'Ouverture, dargestellt in einem Druck aus dem 19. Jahrhundert.

James versucht, eine Sicht der Ereignisse zu bieten, die europäische und weiße Perspektiven zur Kenntnis nimmt, ohne sie unhinterfragt zu lassen. Für James ist die Ablehnung und Marginalisierung der revolutionären Bemühungen der Sklaven nicht nur ein Problem der heutigen Geschichtsschreibung, sondern ein Problem, das sich durch alle historischen Momente bis hin zur Revolution zieht. Während Toussaint L'Ouverture die Würde des Menschen, wie er sie aus der französischen Revolutionsliteratur und insbesondere von Raynal übernommen hatte, zu verteidigen und zu bewahren suchte, betrachteten, so James, "Feuillants und Jakobiner in Frankreich, Weiße und Mulatten in San Domingo (Saint-Domingue) den Sklavenaufstand immer noch als einen großen Aufstand, der mit der Zeit niedergeschlagen werden würde, sobald die Spaltung zwischen den Sklavenhaltern überwunden war." Die Erzählung der haitianischen Revolution wurde, so James, weitgehend von weit entfernten, ausländischen oder opportunistischen Erzählern dominiert, die sich für ihre eigenen bevorzugten Schwerpunkte entschieden. Zu dieser Plastizität des historischen Narrativs meint James über die Französische Revolution: "Wären die Monarchisten weiß, die Bourgeoisie braun und die Massen Frankreichs schwarz gewesen, wäre die Französische Revolution als Rassenkrieg in die Geschichte eingegangen." Toussaint L'Ouverture ist eine zentrale Figur in James' Erzählung über die haitianische Revolution. Obwohl er als Sklave geboren wurde, schreibt James über Toussaint, dass er "sowohl körperlich als auch geistig weit über den durchschnittlichen Sklaven hinausging". Toussaint schloss sich der Revolution nach ihrem Ausbruch an und wurde sofort als Anführer angesehen, der das haitianische Volk zu einer Kraft organisierte, die in der Lage war, die französische Herrschaft über die Kolonie San Domingo zu brechen. Er wurde sowohl zu einem mächtigen, vereinigenden Symbol für den Marsch der versklavten Afrikaner in die Freiheit als auch zu einem außergewöhnlichen Politiker: "Mit seiner überragenden Begabung verkörperte er die Entschlossenheit seines Volkes, nie wieder Sklaven zu sein". James hebt die Schriften und Gedanken von Toussaint hervor und zitiert ihn ausführlich, um den Mann so darzustellen, wie er politisch existierte, oft im Gegensatz zu dem, was über ihn geschrieben wurde, so James. James ist der Ansicht, dass Toussaints eigene Worte seine Persönlichkeit und sein Genie am besten wiedergeben, was umso bemerkenswerter ist, wenn man ihre unwahrscheinlichen Ursprünge bedenkt:
Perikles, Tom Paine, Jefferson, Marx und Engels waren Männer mit einer liberalen Bildung, die in den Traditionen der Ethik, Philosophie und Geschichte ausgebildet wurden. Toussaint war ein Sklave, der noch keine sechs Jahre aus der Sklaverei heraus war, der allein die ungewohnte Last des Krieges und der Regierung trug und der seine Gedanken in den rohen Worten eines gebrochenen Dialekts diktierte, die von seinen Sekretären geschrieben und umgeschrieben wurden, bis ihre Hingabe und sein Wille sie in eine angemessene Form gebracht hatten.
In einem von James ausführlich zitierten Brief, den Toussaint zu einer Zeit an das Direktorium schickte, als die französischen Kolonisten sich zur Wiedereinführung des Sklavensystems verschworen, schrieb Toussaint, dass die Freiheit von den Kolonisten unter dem "Schleier des Patriotismus" angegriffen werde:
Schon haben sich perfide Abgesandte unter uns gemischt, um den zerstörerischen Sauerteig zu gären, den die Hände der Libertiziden zubereitet haben. Aber es wird ihnen nicht gelingen. Ich schwöre es bei allem, was die Freiheit am heiligsten hält. Meine Verbundenheit mit Frankreich und meine Kenntnis der Schwarzen machen es zu meiner Pflicht, Sie weder über die Verbrechen, die sie planen, noch über den Eid, den wir erneuern, im Ungewissen zu lassen, um uns lieber unter den Trümmern eines durch die Freiheit wiederbelebten Landes zu begraben, als die Rückkehr der Sklaverei zu dulden.
Im Vorwort der 1980 bei Allison & Busby erschienenen britischen Ausgabe erklärt James, dass er "besonders darauf vorbereitet war, Die schwarzen Jakobiner zu schreiben", da er in Trinidad aufgewachsen war und sich während seines Studiums des Marxismus in England eingehend mit der russischen Revolution beschäftigt hatte. In seinem Vorwort, das er 42 Jahre nach der Erstveröffentlichung des Werks verfasste, geht James auf seinen eigenen Hintergrund, seine Gründe für die Aufzeichnung der Geschichte und die wichtigsten Personen ein, die das Werk beeinflusst haben. Er erklärte, er hoffe, dass andere seine Forschungen weiter ausarbeiten würden. James war sich einiger Angriffe auf sein Buch bewusst, war aber der Meinung, dass niemand die Richtigkeit seiner Geschichte anzweifeln könne; er "war nie besorgt darüber, was sie finden würden, und zuversichtlich, dass [sein] Fundament unvergänglich bleiben würde".
Über seinen Text über "den einzigen erfolgreichen Sklavenaufstand in der Geschichte" schreibt James: "Ich hatte mir vorgenommen, ein Buch zu schreiben, in dem Afrikaner oder Menschen afrikanischer Abstammung, anstatt ständig das Objekt der Ausbeutung und Grausamkeit anderer Völker zu sein, selbst in großem Stil aktiv werden und andere Menschen nach ihren eigenen Bedürfnissen formen würden". James schreibt skeptisch über die britischen Bemühungen zur Unterdrückung des Sklavenhandels mit William Wilberforce als Galionsfigur. James behauptet, dass das eigentliche Anliegen der Briten strategisch war und dass ihr humanitäres Interesse an der Abschaffung der Sklaverei in Wirklichkeit ein pragmatisches Interesse war, da es die Franzosen unterminierte, indem es den Zugang zu Sklavenarbeit für Frankreichs lukrativste Kolonien erschwerte.

## Ausgaben
Englisch:
- 1938 – London: Secker & Warburg
- 1963 – New York: Vintage Books/Random House, mit Anhang "Von Toussaint L'Ouverture bis Fidel Castro".
- 1980 – London: Allison and Busby, mit neuem Vorwort von C. L. R. James
- 2011 – Penguin Books, mit Einleitung und Anmerkungen von James Walvin

Deutsche Übersetzung:
- 1984 – Übersetzt von Günter Löffler, Verlag Neues Leben, Ost-Berlin und Pahl-Rugenstein Verlag, Köln.[17]
- 2021 – C.L.R. James: Die schwarzen Jakobiner. Toussaint Louverture und die Haitianische Revolution. Aus dem Englischen von Günter Löffler und Jennifer Theodor. B books, Berlin 2021. ISBN 978-3-942214-39-1.[18][19]
- 2022 – Philipp Dorestal, Çiğdem Inan (Hrsg.): C.L.R. James: Die schwarzen Jakobiner. Toussaint Louverture und die Haitianische Revolution. Überarbeitet von Jen Theodor. b_books, Karl Dietz Verlag Berlin, 2. Auflage Berlin 2022. ISBN 978-3-320-02386-7.

## Kritik

### Englischsprachige Literaturkritik
Die englischsprachigen Literaturkritiker haben die Schwarzen Jakobiner seit ihrer Erstveröffentlichung im Jahr 1938 geschätzt. In einer Rezension von 1940 behauptet Ludwell Lee Montague, dass James "mit Geschick durch die kaleidoskopische Abfolge von Ereignissen sowohl in Haiti als auch in Frankreich geht und Klarheit schafft, wo die Komplexität von Klasse, Hautfarbe und Sektion andere zu vager Verwirrung reduziert hat". Ein anderer Rezensent, W. G. Seabrook, bezeichnet James' Werk als "einen öffentlichen Dienst, für den er die Aufmerksamkeit verdient, die einem Gelehrten gebührt, der den Weg in einem fast vernachlässigten Bereich bahnt". Seabrook prognostiziert die Bedeutung des Werks für die Geschichte der Karibik und die wahrscheinliche weite Verbreitung des Buchs. Jahrzehnte nach der Erstveröffentlichung des Werks blieben die Schwarzen Jakobiner ein wichtiges Artefakt der karibischen Kulturgeschichte.
In seinem 1963 erschienenen Anhang "From Toussaint L'Ouverture to Fidel Castro" (Von Toussaint L'Ouverture zu Fidel Castro) befasst sich James mit den westindischen Inseln im weiteren Sinne. In diesem Anhang untersucht James die Zusammenhänge zwischen späteren Entwicklungen in der Karibik und der haitianischen Revolution. Der Literaturkritiker Santiago Valles fasst zusammen, was James in dem Anhang zu tun versucht: "In einem Anhang zur zweiten Auflage vermerkt James intellektuelle und soziale Bewegungen in Kuba, Haiti und Trinidad während der 1920er und 1930er Jahre. Zunächst in Kuba, Haiti (1927), dann in Brasilien, Surinam und Trinidad (1931) standen andere kleine Gruppen vor der Herausforderung, sich mit den Ereignissen auseinanderzusetzen, die ihr Verständnis und ihre Verbindung zur übrigen Welt störten, indem sie die Kräfteverhältnisse aufdeckten."
Historiker äußern sich nach wie vor zur Bedeutung des Werks und dazu, wie es den Weg für eine detailliertere Untersuchung der sozialen und politischen Bewegungen in der Karibik geebnet hat. Bei der Betrachtung der Rolle, die die Sklaven selbst bei den Aufständen in der Karibik und in den USA gespielt haben, verweist Adélékè Adéèkó insbesondere auf den Einfluss der Schwarzen Jakobiner auf die Wahrnehmung der Sklaven in The Slaves Rebellion. In diesem Werk, das 2005 veröffentlicht wurde, schlägt Adéèkó vor: "Die Schwarzen Jakobiner sind eine große Inspiration für die symbolische Umgestaltung des Freiheitswillens der Sklaven."
Einige Kritiker haben dem Buch vorgeworfen, in seiner Verherrlichung des Kampfes gegen Sklaverei und Kolonialismus oder in seiner ideologischen Ausrichtung parteiisch zu sein. Montague meint: "Die Sympathien und der Bezugsrahmen des Autors sind offenkundig, aber er erzählt seine Geschichte mit mehr Zurückhaltung, als man sie im Allgemeinen in Werken zu diesem Thema findet, die von anderen, die weniger eindeutig gekennzeichnet sind". Adéèkó meint, dass "James' Werk radikal ist, in einem marxistischen Rahmen konzipiert wurde und die Suche nach bestimmenden Faktoren innerhalb sozialer Dialekte begünstigt". Thomas O. Ott verweist ebenfalls auf James' Verbindung mit einem marxistischen Rahmen und meint, dass James' "stolpernder Versuch, die haitianische und die französische Revolution durch eine Art gemeinsamer Massenbewegung zu verbinden, ein gutes Beispiel für das 'Beschneiden von Fakten' ist, um sie einer bestimmten These oder Ideologie anzupassen". Sowohl aktuelle als auch zeitgenössische Rezensenten sind sich einig, dass James' Sichtweise (und Kritik) der bestehenden Geschichtsschreibung das Werk für das Studium der karibischen Geschichte äußerst wertvoll macht.

### Rezeption in Deutschland
„Schwarze Jakobiner“ sei ein faszinierendes Buch nicht nur über die ehemalige französische Kolonie Saint Domingue, sondern auch über die Französische Revolution, da der Aufstand des bürgerlichen Dritten Stands in Frankreich unmittelbare Folgen in der Kolonie gehabt habe. Viele Plantagenbesitzer hätten mit dem Umsturz in Paris sympathisiert, um das Handelsmonopol, das das Ancien Régime für die Ex- und Importe Saint Domingues beanspruchte, loszuwerden. Das Buch biete umfangreiches Material über die in Deutschland immer noch wenig bekannte Haitianische Revolution, über das Leben Toussaint Louvertures vor 1791 erfahre man hingegen wenig.
Das Werk sei lange als Manifest eines marxistischen Antiimperialisten abgetan worden. Inzwischen jedoch sei sich die Forschung einig in ihrer Anerkennung dieses „historiografischen Meilensteins“. Es beschreibe den einzigen erfolgreichen Aufstand in der modernen Geschichte, in der versklavte Menschen aus eigener Kraft ihre Freiheit und Unabhängigkeit erkämpft hätten. Glücklicherweise sei die „obskure“ Übersetzung aus der DDR von 1984 in den Neuauflagen sprachlich aktualisiert worden.

## Die schwarzen Jakobiner als Drama
1934 schrieb James ein Theaterstück über die haitianische Revolution, Toussaint Louverture: The Story of the Only Successful Slave Revolt in History (Die Geschichte des einzigen erfolgreichen Sklavenaufstands der Geschichte), das 1936 am Londoner Westminster Theatre mit Paul Robeson in der Hauptrolle aufgeführt wurde. Das Stück trug wesentlich dazu bei, die haitianische Revolution in das Bewusstsein der britischen Öffentlichkeit zu rücken.
1967 überarbeitete James das Stück mit Hilfe von Dexter Lyndersay, und sein neues Stück, The Black Jacobins, wurde in der Folgezeit international aufgeführt, darunter auch in einer am 13. Dezember 1971 auf BBC Radio 4 ausgestrahlten Radioadaption mit Earl Cameron als Toussaint L'Ouverture.
1986 wurde The Black Jacobins in den Riverside Studios in London aufgeführt, in der ersten Produktion der Talawa Theatre Company, mit einer komplett schwarzen Besetzung, darunter Norman Beaton als Toussaint L'Ouverture, unter der Regie von Yvonne Brewster.
2018 wurde bekannt gegeben, dass das Buch dank Bryncoed Productions mit Unterstützung von Kwame Kwei-Armah in eine Fernsehsendung verwandelt werden soll.